# نوبهار، فرغانه
نوبَهار (به ازبکی: Navbahor, Fergana Region) یک منطقهٔ مسکونی در ازبکستان است که در استان فرغانه واقع شده‌است.

## خصوصیات
نوبهار  ۳٬۱۰۰ نفر جمعیت دارد.